# Microphysogobio longidorsalis
Microphysogobio longidorsalis är en fiskart som beskrevs av Mori, 1935. Microphysogobio longidorsalis ingår i släktet Microphysogobio och familjen karpfiskar. Inga underarter finns listade i Catalogue of Life.